# Multimetru

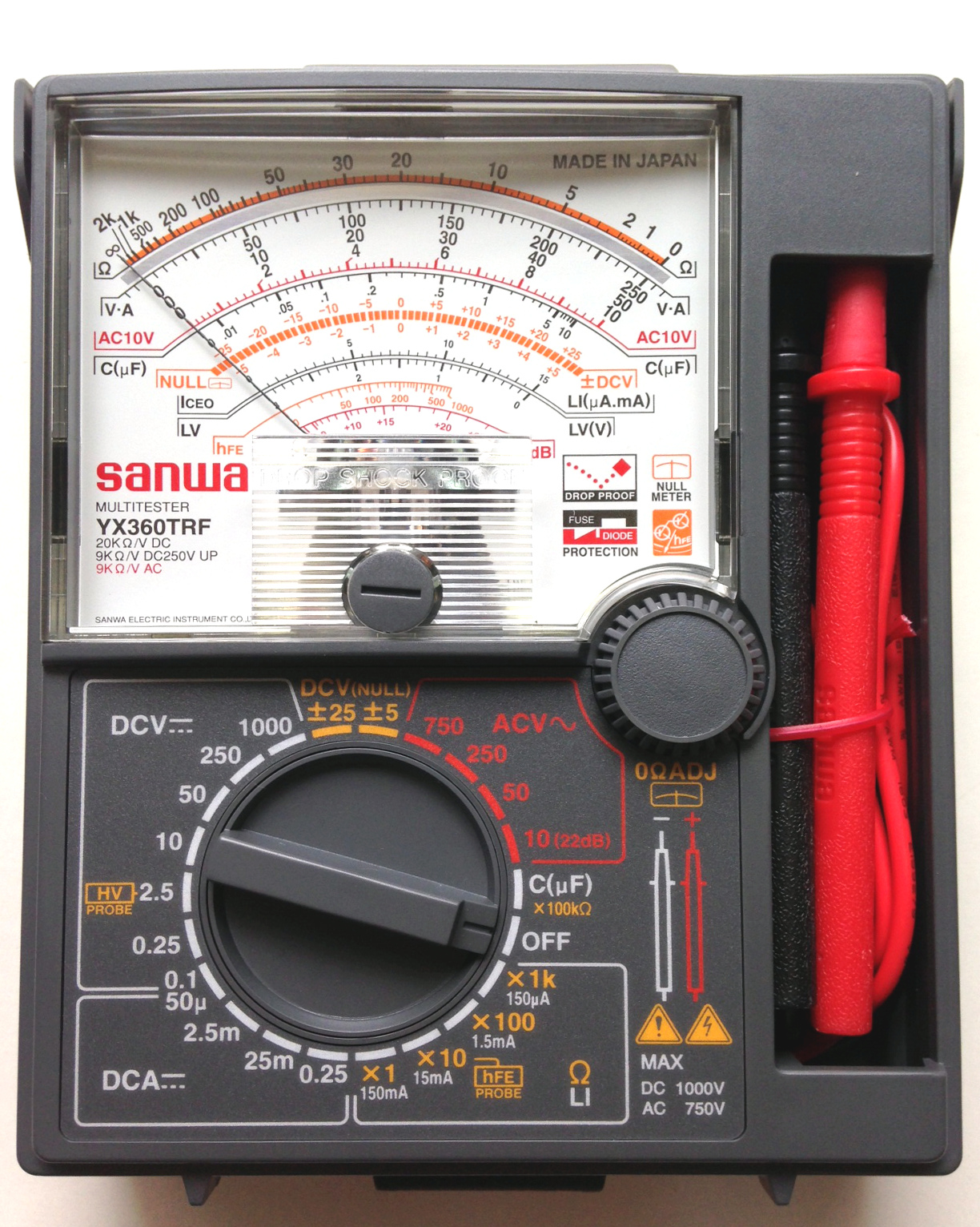
Un multimetru analogic, Sanwa YX360TRF

Un multimetru este un instrument de măsurare care poate măsura mai multe proprietăți electrice. Un multimetru tipic poate măsura tensiunea, rezistența⁠(d) și curentul, caz în care este cunoscut și sub denumirea de volt-ohm-miliamperetru (VOM), deoarece unitatea este echipată cu funcționalitate de voltmetru, ampermetru și ohmmetru. Unele oferă măsurarea proprietăți suplimentare, cum ar fi temperatura și volumul.
Multimetrele analogice folosesc un microampermetru cu un indicator mobil pentru a afișa rezultatele. Multimetrele digitale au afișaje numerice și au depășit multimetrele analogice, deoarece sunt mai ieftine, mai precise și mai robuste din punct de vedere fizic decât multimetrele analogice.
Multimetrele variază ca dimensiune, caracteristici și preț. Pot fi dispozitive manuale portabile sau instrumente de banc de mare precizie. Multimetrele ieftine pot costa sub 10 dolari, în timp ce modelele de laborator cu calibrare⁠(d) certificată pot costa peste 5000 de dolari.

## Istorie

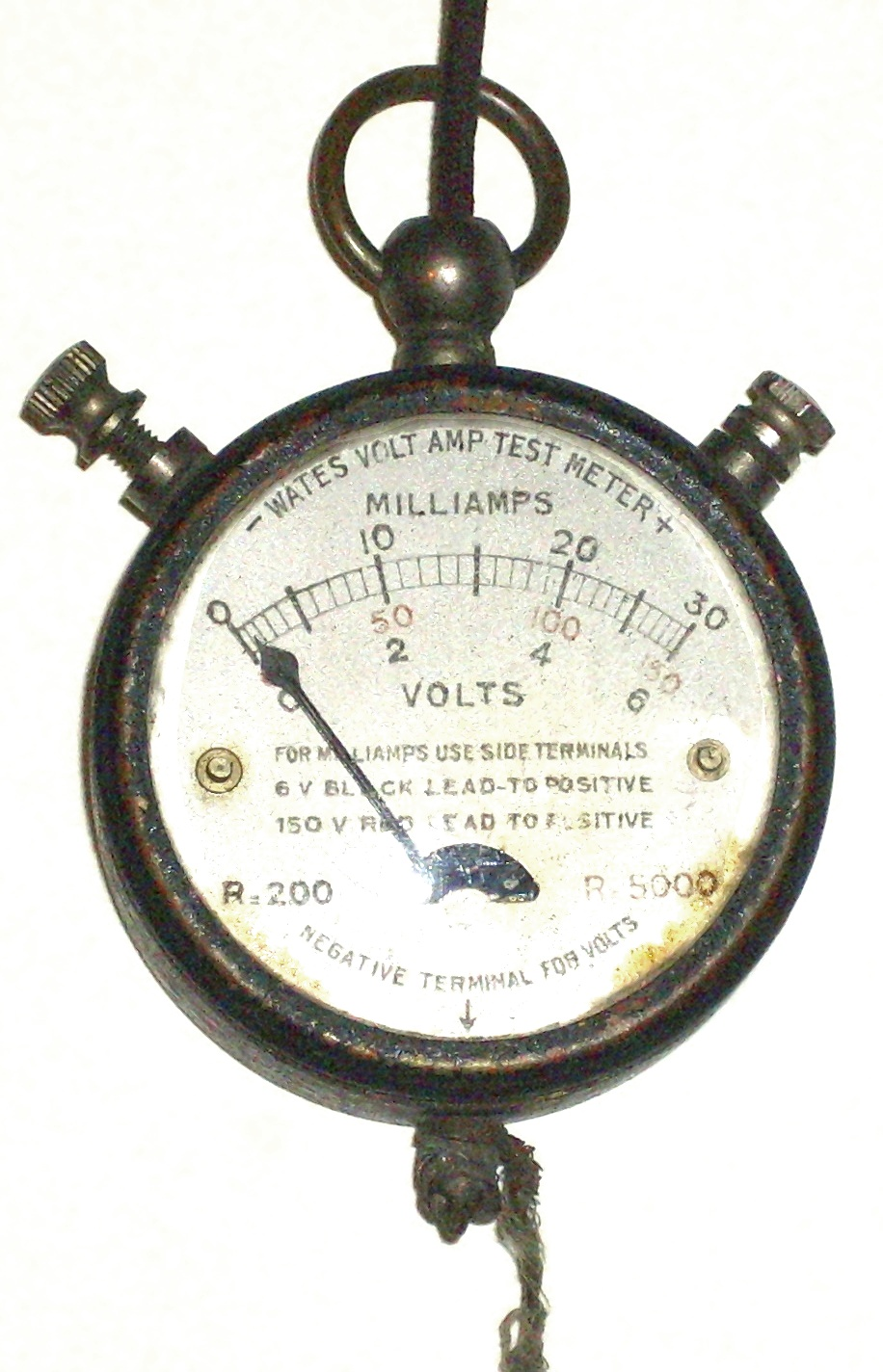
Multimetru de buzunar din anii 1920

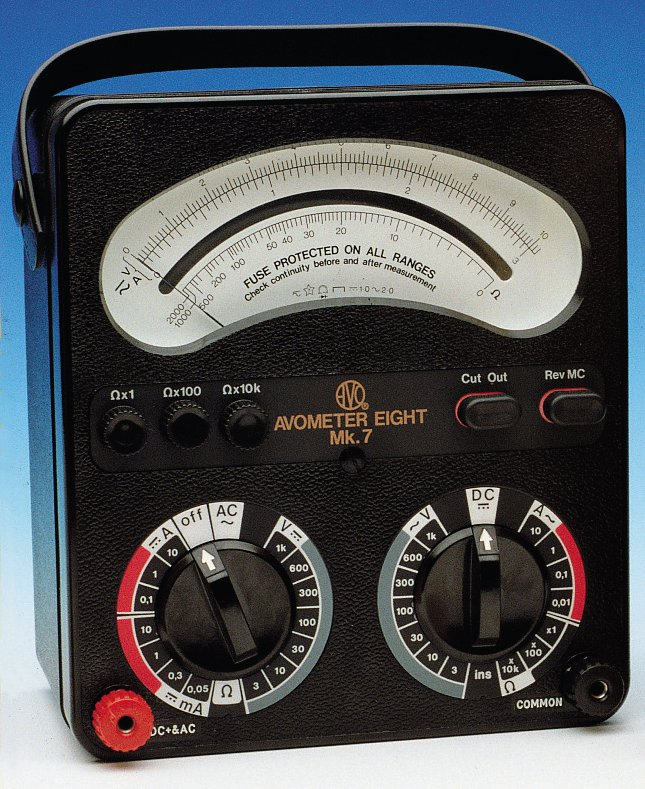
Ampervoltmetru AVOmeter model 8

Primul dispozitiv de detectare a curentului cu indicator în mișcare a fost galvanometrul din 1820. Aceste dispozitive au fost folosite pentru a măsura rezistența și tensiunea utilizând o punte Wheatstone și comparând cantitatea necunoscută cu o tensiune sau o rezistență de referință. Deși erau utile în laborator, dispozitivele erau foarte lente și nepractice. Aceste galvanometre erau voluminoase și delicate.
Aparatul de măsură D'Arsonval–Weston folosește o bobină mobilă care poartă un indicator și se rotește pe pivoți sau un ligament de bandă întinsă. Bobina se rotește într-un câmp magnetic permanent și este reținută de arcuri spiralate fine care servesc și la transportul curentului în bobina mobilă. Oferă măsurare proporțională, nu doar detecție, iar deviația este independentă de orientarea contorului. Valorile puteau fi citite direct de pe scara instrumentului, ceea ce simplifica și accelera măsurarea.
Aparatul de măsurare cel mai simplu, cu bobine mobile, este potrivit doar pentru măsurători de curent continuu, de obicei în intervalul 10 μA până la 100 mA. Este ușor de adaptat pentru a citi curenți mai mari folosind șunturi (rezistențe în paralel cu mișcarea de bază) sau pentru a citi tensiunea folosind rezistențe în serie cunoscute sub numele de multiplicatori. Pentru a citi curenții sau tensiunile alternative, este nevoie de un redresor. Unul dintre cele mai vechi redresoare adecvate a fost redresorul cu oxid de cupru dezvoltat și fabricat de Union Switch & Signal Company, Swissvale, Pennsylvania, mai târziu parte a Westinghouse Brake and Signal Company, din 1927.
Prima utilizare atestată a cuvântului „multimetru” listată de Oxford English Dictionary este din 1907.
Invenția primului multimetru este atribuită inginerului Donald Macadie de la Poșta Britanică, inginer care era nemulțumit de nevoia de a transporta multe instrumente separate necesare pentru întreținerea circuitelor de telecomunicații. Macadie a inventat un instrument care putea măsura amperi (amperi), volți și ohmi, și ca urmare contorul multifuncțional a fost numit atunci Avometer⁠(d). Aparatul cuprindea un aparat de măsură cu bobină mobilă, rezistențe de tensiune și de precizie și întrerupătoare și prize pentru a selecta intervalul.
Automatic Coil Winder and Electrical Equipment Company (ACWEECO), fondată în 1923, a fost înființată pentru a produce aparatul Avometer și o mașină de bobinare proiectată și patentată de MacAdie. Deși acționar al ACWEECO, domnul MacAdie a continuat să lucreze pentru Poștă până la pensionare, în 1933. Fiul său, Hugh S. MacAdie, s-a angajat la ACWEECO în 1927 și a devenit director tehnic. Primul AVO a fost pus în vânzare în 1923, iar multe dintre caracteristicile sale au rămas aproape nemodificate până la ultimul Model 8.

## Proprietățile generale ale multimetrelor
Orice aparat de măsură va încărca într-o oarecare măsură circuitul testat. De exemplu, un multimetru care utilizează o mișcare a bobinei mobile cu un curent de deviație la cap de scală de 50 microamperi (μA), cea mai mare sensibilitate disponibilă în mod obișnuit, trebuie să atragă cel puțin 50 μA din circuitul testat pentru ca indicatorul să ajungă la capătul de sus al scalei sale. Acest lucru poate încărca un circuit cu impedanță ridicată atât de mult încât să afecteze circuitul, măsurând o intensitate mai scăzută decât cea reală. Curentul de deviație la cap de scală poate fi exprimat și în termeni de „ohmi pe volt” (Ω/V). Numărul de ohmi pe volt este adesea numit „sensibilitatea” instrumentului. Astfel un metru cu o mișcare de 50 μA va avea o „sensibilitate” de 20.000 Ω/V. „Per volt” se referă la faptul că impedanța pe care contorul o prezintă circuitului testat va fi de 20.000 Ω înmulțit cu tensiunea de cap de scală la care este setat contorul. De exemplu, dacă aparatul este setat la un interval de 300 V la cap de scală, impedanța sa va fi de 6 MΩ. 20.000 Ω/V este cea mai bună (cea mai mare) sensibilitate disponibilă pentru multimetrele analogice tipice care nu au amplificatoare interne. Pentru contoarele care au amplificatoare interne (VTVM, FETVM-uri etc.), impedanța de intrare este fixată de circuitul amplificatorului.

### Avometer
Primul Avometer avea o sensibilitate de 60 Ω/V, trei domenii de curent continuu (12 mA, 1,2 A și 12 A), trei domenii de tensiune continuă (12, 120 și 600 V sau opțional 1.200 V), și un interval de rezistență de 10.000 Ω. O versiune îmbunătățită a lui 1927 a crescut la 13 game și o mișcare de 166.6 Ω/V (6 mA). O versiune „universală” cu intervale suplimentare de curent alternativ și tensiune alternativă a fost oferită din 1933, iar în 1936 Avometer Model 7 cu dublă sensibilitate oferea 500 și 100 Ω/V. De la mijlocul anilor 1930 până în anii 1950, 1.000 Ω/V a devenit un standard de facto al sensibilității pentru operarea în domeniul radioului și această cifră a fost adesea citată pe fișele de service. Cu toate acestea, unii producători precum Simpson, Triplett și Weston, toți din SUA, au produs VOM-uri de 20.000 Ω/V înainte de al Doilea Război Mondial și unele dintre acestea au fost exportate. După 1945–46, 20.000 Ω/V a devenit standardul așteptat pentru electronice, dar unii producători au oferit instrumente și mai sensibile. Pentru utilizări în industrie și în alte domenii de „curenți mari” au continuat să fie produse multimetre cu sensibilitate scăzută, care erau considerate mai robuste decât modelele mai sensibile.
Multimetre analogice de înaltă calitate continuă să fie produse de mai mulți producători, inclusiv Chauvin Arnoux (Franța), Gossen Metrawatt (Germania) și Simpson and Triplett (SUA).

### Aparate de măsură-ceas de buzunar

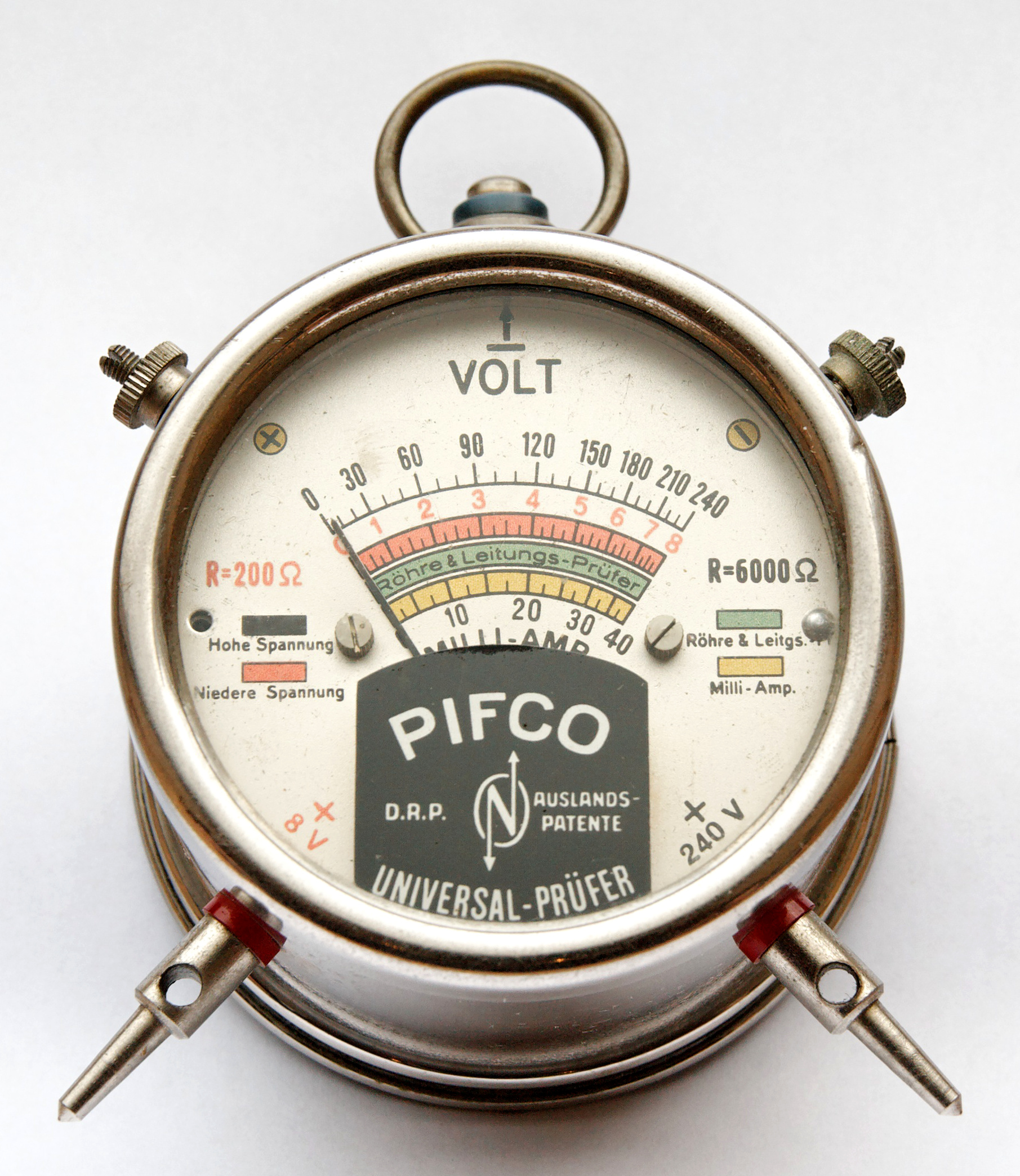
Un aparat de mășură în stil ceas de buzunar fabricat în anii 1930. Poate măsura tensiunea, curentul, continuitatea și elementul de încălzire al tuburilor cu vid.

Aparatele de tip ceas de buzunar au fost utilizate pe scară largă în anii 1920. Carcasa metalică se conecta de obicei la borna negativă, aranjament care a provocat numeroase accidente cu electrocutare. Specificațiile tehnice ale acestor dispozitive erau adesea rudimentare, de exemplu cel ilustrat are o rezistență⁠(d) de doar 25 Ω/V, o scară neliniară⁠(d) și îi lipsește ajustarea nulului pe ambele game.

### Voltmetre cu tub vid
Voltmetrele cu tub vid sau voltmetrele cu valvă (VTVM, VVM) au fost utilizate pentru măsurătorile de tensiune în circuitele electronice în care era necesară o impedanță de intrare mare. VTVM aveau o impedanță de intrare fixă de 1 MΩ sau mai mult, de obicei prin utilizarea unui circuit de intrare cu colector comun și, prin urmare, nu încărca în mod semnificativ circuitul testat. VTVM-urile au fost utilizate înainte de introducerea tranzistoarelor electronice analogice de înaltă impedanță și a voltmetrelor cu tranzistoare cu efect de câmp (FETVOM). Aparatele digitale moderne și unele aparate analogice moderne folosesc și ele circuite electronice de intrare pentru a obține impedanță de intrare mare — intervalele lor de tensiune sunt echivalente funcțional cu VTVM. Impedanța de intrare a unor aparate digitale prost proiectate (în special unele modele mai vechi) variază pe parcursul unui ciclu de măsurare internă de eșantionare și blocare⁠(d), provocând perturbări unor circuite sensibile.

### Scale suplimentare
Multe multimetre sunt prevăzute cu scale suplimentare, cum ar fi decibelii și funcții de măsurare, cum ar fi capacitatea, amplificarea tranzistoarelor, frecvența, raportul ciclic, și continuitatea, care produc un sunet atunci când rezistența măsurată este mică. Multimetrele pot fi suplimentate cu echipamente mai specializate în setul de instrumente al unui tehnician, dar unele multimetre includ funcții suplimentare pentru aplicații specializate (temperatura cu o sondă de termocuplu, inductanță, conectivitate la un computer, valoare măsurată vorbită etc.).

## Funcționarea

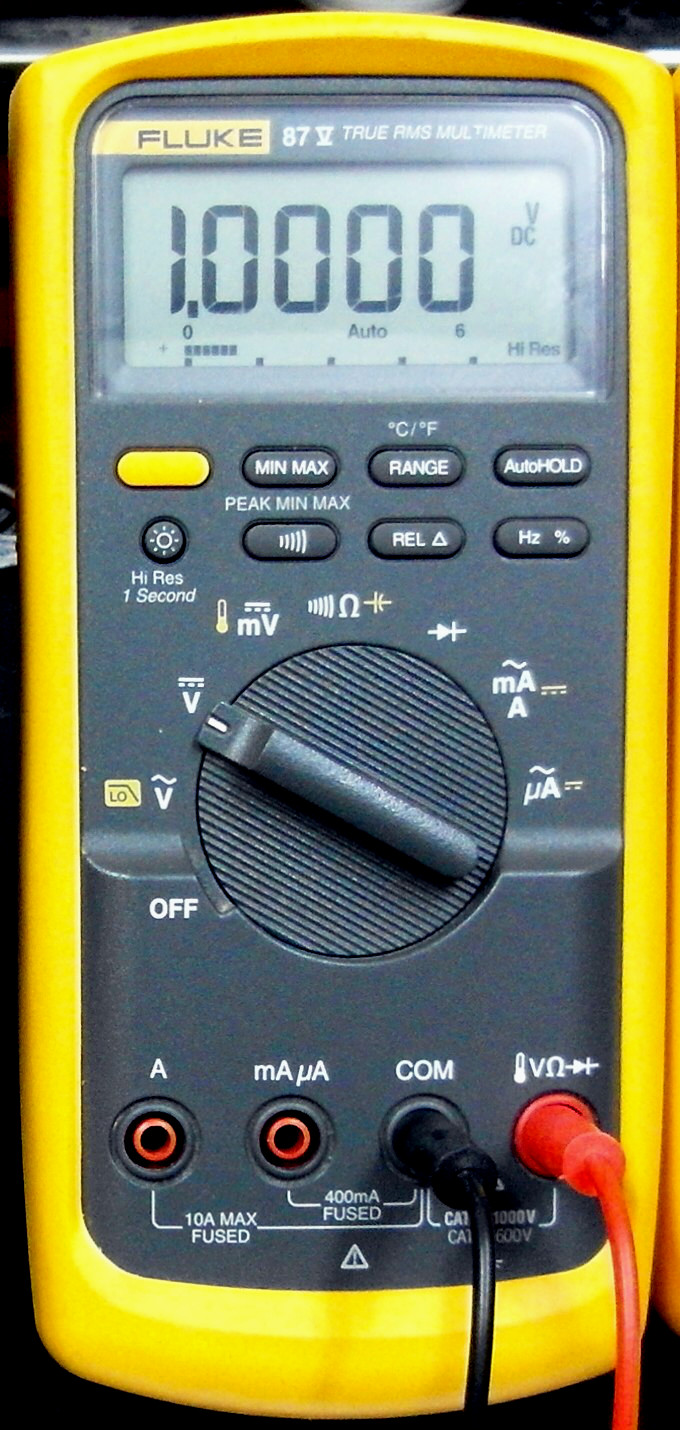
Un multimetru digital cu cifre, Fluke 87V

Un multimetru este combinația dintre un voltmetru de curent continuu (CC), un voltmetru de curent alternativ (AC), un ampermetru și un ohmmetru. Un multimetru analogic fără amplificare combină mișcarea unui ac indicator, rezistențe și comutatoare; VTVM-urile sunt aparate de măsură analogice amplificate și conțin circuite active.
Pentru un aparat analogic, tensiunea de CC este măsurată cu un rezistor în serie conectat între acul indicator și circuitul testat. Un comutator (de obicei rotativ) permite introducerea unei rezistențe mai mari în serie cu mișcarea contorului pentru a citi tensiuni mai mari. Produsul curentului la cap de scală  și suma rezistenței în serie cu rezistența proprie a aparatului dă tensiunea la cap de scală a intervalului. De exemplu, o mișcare a unui aparat care necesită 1 mA pentru deviație la cap de scală, cu o rezistență internă de 500 Ω, ar fi, pe o gamă de 10 V a multimetrului, 9.500 Ω de rezistență în serie.
Pentru intervalele analoge de curent, se conectează șunturi de rezistență scăzută în paralel cu aparatul de măsură pentru a devia cea mai mare parte a curentului în jurul bobinei. Din nou pentru cazul ipotetic de aparat de 1 mA, și 500 Ω, pe un interval de 1 A, rezistența șuntului ar fi puțin peste 0,5 Ω.
Instrumentele cu bobine mobile pot răspunde doar la valori medii ale curentului prin ele. Pentru a măsura curentul alternativ, care schimbă sensul în mod repetat, se introduce în circuit un redresor, astfel încât fiecare semiciclu negativ să fie inversat; rezultatul este o tensiune de CC variabilă și diferită de zero, a cărei valoare maximă va fi jumătate din tensiunea maximă de CA, presupunând o formă de undă simetrică. Deoarece valoarea medie rectificată și valoarea medie pătratică (RMS) a unei forme de undă sunt aceleași doar pentru o undă pătrată, circuitele simple de tip redresor pot fi calibrate numai pentru forme de undă sinusoidale. Alte forme de undă necesită un factor de calibrare diferit pentru a raporta RMS și valoarea medie. Acest tip de circuit are de obicei un domeniu de frecvențe destul de limitat. Deoarece redresoarele practice au cădere de tensiune diferită de zero, acuratețea și sensibilitatea sunt slabe la valori scăzute ale tensiunii de CA.
Pentru a măsura rezistența, comutatoarele aranjează ca o baterie mică din instrument să treacă un curent prin dispozitivul testat și prin bobina aparatului de măsură. Deoarece curentul disponibil depinde de starea de încărcare a bateriei care se modifică în timp, un multimetru are de obicei o ajustare pentru scala de ohmi. În circuitele obișnuite găsite în multimetrele analogice, deviația contorului este invers proporțională cu rezistența, astfel încât scara maximă va fi 0 Ω și o rezistență mai mare va corespunde deviațiilor mai mici. Scara de ohmi este comprimată, astfel încât rezoluția este mai bună la valori mai mici ale rezistenței.
Instrumentele cu amplificare simplifică designul rețelelor de rezistențe în serie și șunturilor. Rezistența internă a bobinei este decuplată de selecția rezistențelor în serie și șunturilor; rețeaua în serie devine astfel un divizor de tensiune. Acolo unde sunt necesare măsurători de AC, redresorul poate fi plasat după treapta amplificatorului, îmbunătățind precizia la valori scăzute.
Instrumentele digitale, care încorporează obligatoriu amplificatoare, folosesc aceleași principii ca și instrumentele analogice pentru citirea rezistenței. Pentru măsurătorile de rezistență, de obicei, un curent mic constant este trecut prin dispozitivul testat și multimetrul digital citește căderea de tensiune rezultată; aceasta elimină compresia de scală găsită în aparatele analogice, dar necesită o sursă de curent foarte exactă. Un multimetru digital cu reglare automată poate regla automat rețeaua de scalare, astfel încât circuitele de măsurare să utilizeze precizia deplină a convertorului A/C.
În toate tipurile de multimetre, calitatea elementelor de comutare este esențială pentru măsurători stabile și precise. Cele mai bune DMM-uri folosesc contacte placate cu aur în comutatoarele lor; contoarele mai puțin costisitoare folosesc placarea cu nichel sau deloc, bazându-se pentru contact pe urmele de lipire de pe plăcile de circuit imprimat. Precizia și stabilitatea (de exemplu, variația temperaturii, sau îmbătrânirea sau istoricul tensiunii/curentului) a rezistențelor interne ale unui aparat (și a altor componente) este un factor limitator în acuratețea și precizia pe termen lung a instrumentului.

## Valorile măsurate

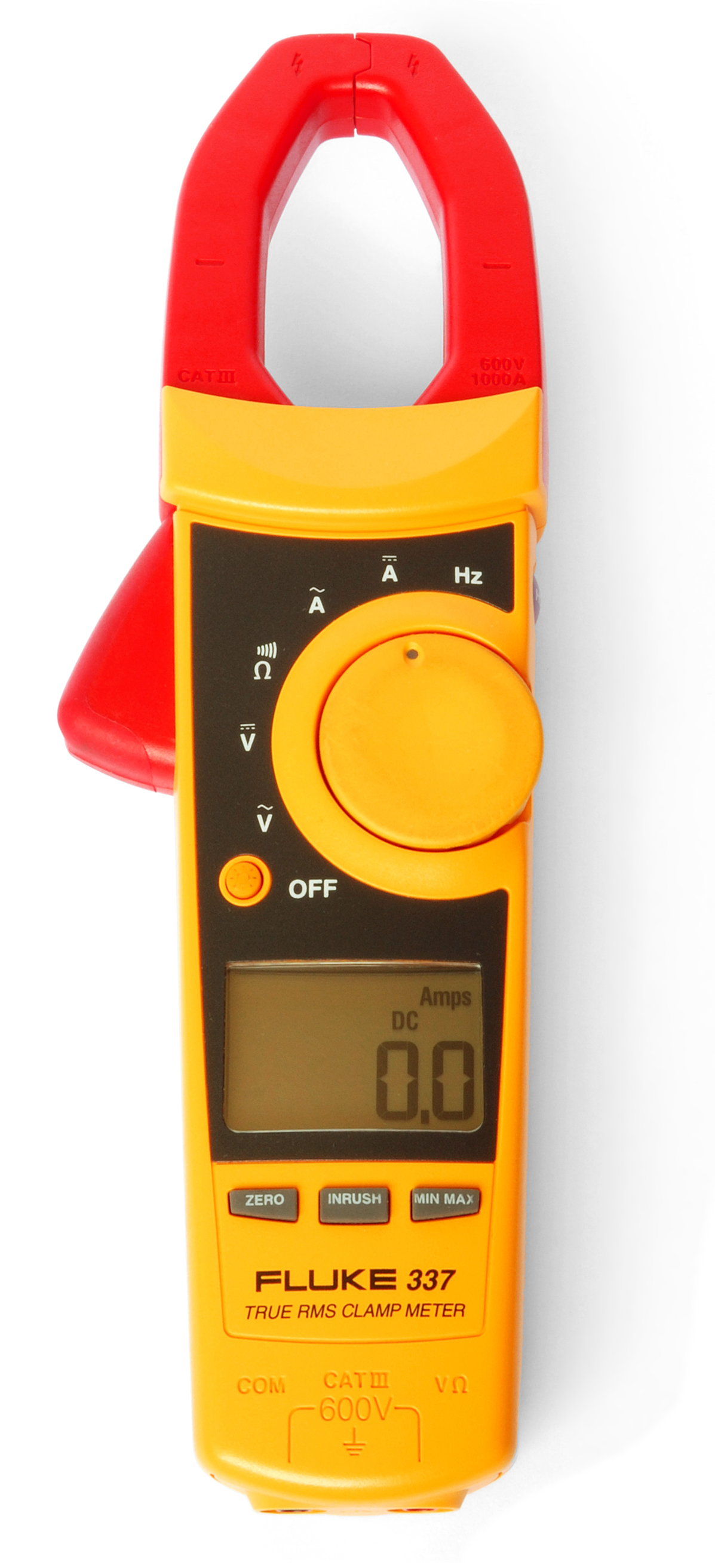
O

Multimetrele contemporane pot măsura multe valori. Cele mai frecvente sunt:
- Tensiune, alternativă și continuă, în volți.
- Curent, alternativ și continuu, în amperi.

Gama de frecvență pentru care măsurătorile de curent alternativ sunt precise este importantă, depinde de proiectarea și construcția circuitelor și ar trebui specificată, astfel încât utilizatorii să poată evalua citirile pe care le fac. Unele aparate măsoară curenți de până la miliamperi sau chiar microamperi. Toate aparatele au o tensiune de sarcină (cauzată de combinația dintre șuntul utilizat și designul circuitului aparatului), iar unele (chiar și cele scumpe) au tensiuni de sarcină suficient de mari încât citirile de curent scăzut să fie serios afectate. Specificațiile aparatului ar trebui să includă tensiunea de sarcină.
- Rezistență⁠(d) în ohmi.

În plus, unele multimetre măsoară și:
- Capacitatea în farazi, dar, de obicei, limitările intervalului sunt între câteva sute sau mii de microfarazi și câțiva picofarazi. Foarte puține multimetre de uz general pot măsura alte aspecte importante ale stării unui condensator, cum ar fi RES⁠(d), factorul de disipare⁠(d) sau scurgerile.
- Conductanța⁠(d) în siemens, care este inversul rezistenței măsurate.
- Decibeli în circuite, rareori de sunet.
- Ciclul de funcționare ca procent.
- Frecvența în herți .
- Inductanța în henri. La fel ca măsurarea capacității, aceasta este de obicei mai bine gestionată de un aparat de inductanță/capacitate conceput special.
- Temperatura în grade Celsius sau Fahrenheit, cu o sondă⁠(d) de temperatură adecvată, adesea un termocuplu.

Multimetrele digitale pot include circuite și pentru:
- Tester de continuitate; o sonerie se aude atunci când rezistența unui circuit este suficient de scăzută (pragul variază de la aparat la aparat, așa încât testul trebuie considerat inexact).
- Diode (măsurarea căderii de tensiune a joncțiunii diodelor).
- Tranzistoare (măsură amplificarea de curent⁠(d) și alți parametri în unele tipuri de tranzistoare)
- Verificarea bateriei pentru baterii simple de 1,5 V și 9 V. Aceasta este o măsurătoare cu curent de încărcare, care simulează încărcările bateriei în utilizare; intervalele normale de tensiune consumă foarte puțin curent din baterie.

Diferiți senzori pot fi atașați la (sau incluși în) multimetre pentru a efectua măsurători precum:
- nivelul de lumină⁠(d)
- nivelul de presiune al sunetului⁠(d)
- aciditate/alcalinitate (pH)
- umiditate relativă
- curenți foarte mici (până la nanoamperi cu unele adaptoare)
- rezistențe foarte mici (până la microohmi pentru unele adaptoare)
- curenți mari – sunt disponibile adaptoare care folosesc senzori de inductanță (doar curent alternativ) sau cu efect Hall (atât curent alternativ, cât și pentru curent continuu), de obicei prin cleme izolate pentru a evita contactul direct cu circuite cu capacitate mare de curent care pot fi periculoase pentru aparat și pentru operator
- tensiuni foarte mari – sunt disponibile adaptoare care formează un divizor de tensiune cu rezistența internă a aparatului, permițând măsurarea tensiunilor de ordinul miilor de volți. Cu toate acestea, tensiunile foarte înalte au adesea un comportament surprinzător, în afară de efectele asupra operatorului (posibil fatale); tensiunile înalte care ajung de fapt la circuitele interne ale unui aparat pot deteriora componentele interne, distrugând multimetrul sau deteriorându-i permanent performanța.

## Rezoluție

### Rezoluție și acuratețe
Rezoluția unui multimetru este cea mai mică parte a scarei care poate fi afișată, care depinde de scară. Pe unele multimetre digitale, acesta poate fi configurată, iar măsurătorile cu rezoluție mai mare durează mai mult. De exemplu, un multimetru care are rezoluție de 1 mV pe o scală de 10 V poate arăta variațiuni de tensiune în incremente de 1 mV.
Acuratețea absolută este eroarea măsurătorii în comparație cu o măsurare perfectă. Acuratețea relativă este eroarea măsurătorii în comparație cu dispozitivul utilizat pentru calibrarea multimetrului. Majoritatea fișelor tehnice ale multimetrului oferă o acuratețe relativă. Pentru a calcula acuratețea absolută din precizia relativă a unui multimetru, se adaugă acuratețea absolută a dispozitivului utilizat pentru calibrarea multimetrului la acuratețea relativă a multimetrului.

### Digital
Rezoluția unui multimetru este adesea specificată în numărul de cifre zecimale rezolvate și afișate. Dacă cifra cea mai semnificativă nu poate lua toate valorile de la 0 la 9, în general, ea este numită cifră fracțională (ceea ce poate crea confuzie). De exemplu, un multimetru care poate citi până la 19999 (plus o virgulă zecimală încorporată) se spune că citește 41⁄2 cifre.
Prin convenție, dacă cea mai semnificativă cifră poate fi fie 0, fie 1, se numește o jumătate de cifră; dacă poate lua valori mai mari fără a ajunge la 9 (deseori 3 sau 5), se poate numi trei sferturi de cifră. Un multimetru cu 51⁄2 cifre ar afișa o „jumătate de cifră” care ar putea însemna doar 0 sau 1, urmată de cinci cifre care iau toate valorile de la 0 la 9. Un astfel de aparat ar putea arăta valori pozitive sau negative de la 0 la 199999. Un aparat cu 33⁄4  cifre poate afișa o cantitate de la 0 la 3999 sau 5999, în funcție de producător.
Dacă rezoluția unui afișaj digital poate fi extinsă cu ușurință, cifrele suplimentare nu au nicio valoare dacă nu sunt însoțite de grijă în proiectarea și calibrarea porțiunilor analogice ale multimetrului. Măsurătorile semnificative (de exemplu, de înaltă precizie) necesită o bună înțelegere a specificațiilor instrumentului, un bun control al condițiilor de măsurare și trasabilitatea calibrării instrumentului. Cu toate acestea, chiar dacă rezoluția sa depășește precizia, un aparat poate fi util pentru compararea măsurătorilor. De exemplu, o citire a cu 51⁄2 cifre stabile pot indica că un rezistor nominal de 100 kΩ este cu aproximativ 7 Ω mai mare decât altul, deși eroarea fiecărei măsurători este de 0,2% din citire plus 0,05% din valoarea la cap de scală.
Specificarea „numerelor de afișare” este o altă modalitate de a specifica rezoluția. Numerele afișate oferă cel mai mare număr sau cel mai mare număr plus unu (pentru a include afișarea tuturor zerourilor) pe care ecranul multimetrului îl poate afișa, ignorând separatorul zecimal. De exemplu, un multimetru de 51⁄2 cifre poate fi specificat drept multimetru cu afișare 199999 sau 200000.
Precizia unui multimetru digital poate fi enunțată într-o formă de doi termeni, cum ar fi „±1% din citire +2 cifre”, reflectând diferitele surse de eroare din instrument.

### Analogic

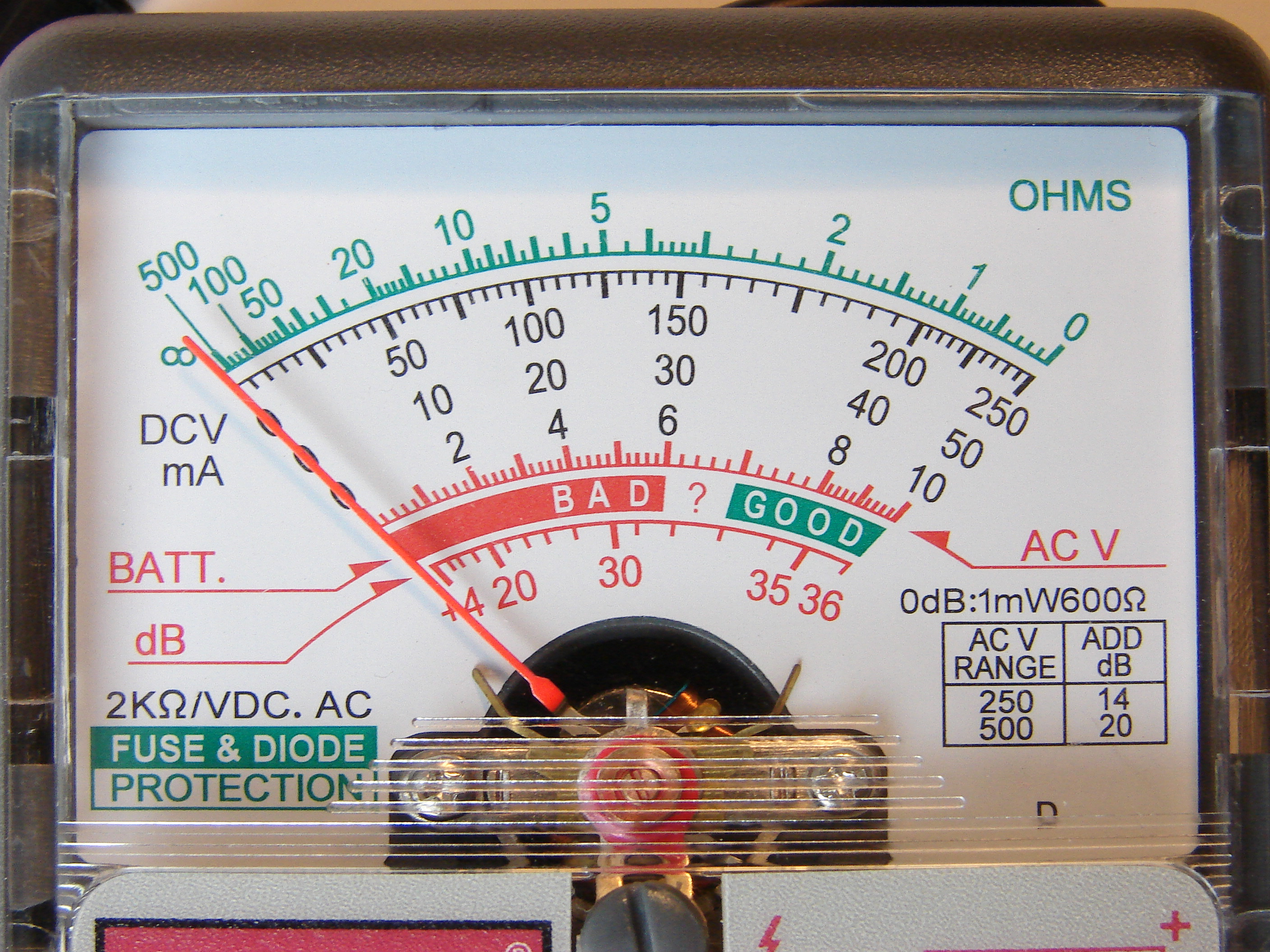
Afișajul unui multimetru analogic

Multimetrele analogice sunt modele mai vechi, dar, deși sunt depășite din punct de vedere tehnic de cele digitale cu bargraf, pot fi totuși preferate de către ingineri și depanatori. Un motiv invocat este că aparatele analogice sunt mai sensibile (sau receptive) la schimbările din circuitul măsurat. Un multimetru digital colectează cantitatea măsurată în timp, apoi o afișează. Multimetrele analogice citesc continuu valoarea de testare. Dacă există modificări ușoare ale citirilor, acul unui multimetru analogic va încerca să-l urmărească, spre deosebire de cel digital care trebuie să aștepte până la următoarea eșantionare, dând întârzieri între fiecare citire discontinuă (multimetrul digital poate necesita, în plus, timp de stabilizare pentru a converge asupra valorii). Valoarea afișajului digital, spre deosebire de un afișaj analogic, este subiectiv mai dificil de citit. Această caracteristică de urmărire continuă devine importantă atunci când se testează condensatoare sau bobine, de exemplu. Un condensator care funcționează corect ar trebui să permită curentului să circule atunci când este aplicată tensiune, apoi curentul scade încet la zero și această „semnătură” este ușor de văzut pe un multimetru analogic, dar nu pe un multimetru digital. Aceasta este similară testării unei bobine, cu excepția că curentul începe la nivel scăzut și apoi crește.
Măsurătorile de rezistență pe un multimetru analogic, în special, pot avea o precizie scăzută din cauza circuitului tipic de măsurare a rezistenței, care comprimă puternic scala la valorile mai mari de rezistență. Contoarele analogice ieftine pot avea doar o singură scală de rezistență, limitând serios gama de măsurători precise. De obicei, un multimetru analogic va avea un reglaj pe panou pentru a seta calibrarea la zero ohmi a aparatului, pentru a compensa tensiunea variabilă a bateriei și rezistența cablurilor de testare ale multimetrului.

## Precizie
Multimetrele digitale efectuează în general măsurători cu o precizie superioară omoloagelor lor analogice. Multimetrele analogice standard măsoară în mod obișnuit cu o precizie de ±3%, deși sunt fabricate instrumente cu o precizie mai mare. Multimetrele digitale portabile standard sunt specificate pentru o precizie de ±0,5% în intervalele de tensiune de curent continuu. Sunt disponibile pe scară largă multimetre de masă cu o precizie specificată mai bună de ±0,01%. Instrumentele de laborator pot avea precizie de câteva părți pe milion⁠(d).
Cifrele de precizie trebuie interpretate cu grijă. Precizia unui instrument analogic se referă de obicei la devierea la scală completă; o masurare de 30 V pe scala de 100 V a unui aparat de 3% este supusă unei erori de 3 V, 10% din citire. Aparatele digitale specifică de obicei acuratețea ca procent din citire plus un procent din valoarea la cap de scală, uneori exprimată în valori absolute și nu în termeni procentuali.
Precizia declarată este specificată ca fiind cea a intervalului de CC mai mic în milivolți (mV) și este cunoscută sub numele de „precizia de bază în volți CC”. Domenii mai mari de tensiune CC, curent, rezistență, CA și alte intervale vor avea de obicei o precizie mai mică decât cifra specificată în volți CC. Măsurătorile de CA au precizia specificată numai într-un interval specificat de frecvențe.
Producătorii pot oferi servicii de calibrare⁠(d), astfel încât aparatele noi să poată fi achiziționate cu un certificat de calibrare care indică faptul că contorul a fost ajustat la standarde trasabile, de exemplu, la Institutul Național de Standarde și Tehnologie din SUA (NIST) sau alte organizații naționale de standardizare⁠(d).
Echipamentul de testare tinde să se decalibreze în timp, deci nu se poate pune bază pe precizia specificată pe o perioadă nedeterminată. Pentru echipamente mai scumpe, producătorii și terții oferă servicii de calibrare, astfel încât echipamentele mai vechi să poată fi recalibrate și recertificate. Costul unor astfel de servicii este disproporționat pentru echipamentele ieftine; cu toate acestea, pentru majoritatea testelor de rutină nu este necesară acuratețe extremă. Multimetrele utilizate pentru măsurători critice pot fi incluse într-un program de metrologie pentru a li se asigura calibrarea.
Se poate presupune că un multimetru are „răspuns mediu” la formele de undă de curent alternativ, cu excepția cazului în care este menționat ca fiind un tip „RMS adevărat”. Un multimetru cu răspuns mediu va îndeplini precizia specificată doar pentru volți și amperi de CA pentru forme de undă pur sinusoidale. Pe de altă parte, un multimetru cu răspuns RMS adevărat va îndeplini precizia specificată de volți curent alternativ cu orice tip de formă de undă până la un factor specificat; Uneori, producătorii pretind performanță RMS pentru aparate care raportează citiri RMS precise numai la anumite frecvențe (de obicei scăzute) și cu anumite forme de undă (în esență, întotdeauna unde sinusoidale).
Precizia tensiunii și a curentului de CA a unui aparat pot avea specificații diferite la frecvențe diferite.

## Sensibilitatea și impedanța de intrare
Când este utilizat pentru măsurarea tensiunii, impedanța de intrare a multimetrului trebuie să fie foarte mare în comparație cu impedanța circuitului măsurat; în caz contrar, funcționarea circuitului poate fi afectată și citirea va fi inexactă.
Aparatele cu amplificatoare electronice (toate multimetrele digitale și unele aparate analogice) au o impedanță fixă de intrare suficient de mare pentru a nu perturba majoritatea circuitelor. Acesta este adesea fie unul, fie zece megaohmi; standardizarea⁠(d) rezistenței de intrare permite utilizarea sondelor⁠(d) externe de înaltă rezistență care formează un divizor de tensiune cu impedanța de intrare pentru a extinde domeniul de tensiune până la zeci de mii de volți. Multimetrele de ultimă generație oferă, în general, o impedanță de intrare mai mare de 10 GΩ pentru intervale mai mici sau egale cu 10 V. Unele multimetre de mare calitate oferă >10 Gigaohmi de impedanță la game mai mari de 10 V.
Majoritatea multimetrelor analogice cu indicator în mișcare sunt neamplificate și consumă curent din circuitul testat pentru a devia indicatorul contorului. Impedanța aparatului variază în funcție de sensibilitatea de bază a mișcării aparatului și de intervalul care este selectat. De exemplu, un aparat cu o sensibilitate tipică de 20.000 Ω/V va avea o impedanță de intrare de 2 MΩ pe gama de 100  V (100 V × 20.000 Ω/V = 2.000.000 Ω). Pe fiecare domeniu, la tensiunea maximă de pe scală a intervalului, curentul total necesar pentru a devia mișcarea aparatului este luat din circuitul testat. Mișcările aparatului cu sensibilitate mai mică sunt acceptabile pentru testare în circuite în care impedanța sursei este scăzută în comparație cu impedanța aparatului, de exemplu, circuitele de alimentare; aceste aparate sunt mai robuste din punct de vedere mecanic. Unele măsurători în circuitele de semnal necesită mișcări de sensibilitate mai mare pentru a nu încărca circuitul testat cu impedanța aparatului.
Sensibilitatea nu trebuie confundată cu rezoluția unui contor, care este definită ca cea mai mică modificare a semnalului (tensiune, curent, rezistență și așa mai departe) care poate modifica citirea observată.
Pentru multimetrele digitale de uz general, cel mai mic interval de tensiune este de obicei câteva sute de milivolți CC sau CA, dar cel mai mic interval de curent poate fi de câteva sute de microamperi. Sunt disponibile chiar instrumente cu sensibilitate la curent mai mare. Multimetrele concepute pentru utilizare „electrică” (de rețea) în loc de utilizarea generală în inginerie electronică vor renunța de obicei la intervalele de curent de ordinul microamperilor.
Măsurarea rezistenței scăzute necesită ca rezistența firelor aparatului (măsurată prin atingerea sondelor de testare una de cealaltă) să fie scăzută pentru cea mai bună acuratețe. Acest lucru se poate face cu funcția „delta”, „zero” sau „null” a multor multimetre digitale. Presiunea de contact cu dispozitivul testat și curățenia suprafețelor pot afecta măsurătorile de rezistențe foarte scăzute. Unele aparate oferă un test cu patru fire în care două sonde furnizează tensiunea sursei, iar celelalte fac măsurători. Utilizarea unei impedanțe foarte ridicate permite o cădere de tensiune foarte mică a sondelor, iar rezistența sondelor sursă este ignorată, ceea ce dă rezultate foarte precise.
Capătul superior al intervalelor de măsurare a multimetrului variază considerabil; măsurători probabil peste 600 volți, 10 amperi sau 100 megaohmi pot necesita un instrument de testare specializat.

## Tensiune de sarcină
Fiecare ampermetru conectat în serie, inclusiv un multimetru într-un interval de curent, are o anumită rezistență. Majoritatea multimetrelor măsoară în mod inerent o cădere de tensiune și trec un curent pentru a fi măsurat printr-o rezistență de șunt, măsurând tensiunea dezvoltată pe ea. Căderea de tensiune este cunoscută sub denumirea de tensiune de sarcină, specificată în volți pe amper. Valoarea se poate modifica în funcție de intervalul pe care îl setează contorul, deoarece intervalele diferite folosesc de obicei rezistențe de șunt diferite.
Tensiunea de sarcină poate fi semnificativă în zonele de foarte joasă tensiune ale circuitelor. Pentru a verifica efectul său asupra acurateței și asupra funcționării circuitelor externe, contorul poate fi comutat în diferite intervale; citirea curentului ar trebui să fie aceeași și funcționarea circuitului nu ar trebui să fie afectată dacă tensiunea de sarcină nu este o problemă. Dacă această tensiune este semnificativă, ea poate fi redusă (reducând, de asemenea, acuratețea și precizia inerente ale măsurării) prin utilizarea unui interval de curent mai mare.

## Detectarea curentului alternativ
Deoarece sistemul de bază al indicatorului dintr-un multimetru analogic sau digital răspunde numai la curent continuu, un multimetru include un circuit de conversie de la curent alternativ la curent continuu pentru efectuarea măsurătorilor de curent alternativ. Multimetrele cele mai simple utilizează un circuit redresor pentru a măsura valoarea medie sau maximă absolută a tensiunii, dar sunt calibrate pentru a arăta valoarea rădăcină medie pătrată (RMS) calculată pentru o formă de undă⁠(d) sinusoidală; aceasta va oferi citiri corecte pentru curentul alternativ, așa cum sunt ele calculate în domeniul distribuției energiei electricte. Ghidurile de utilizare pentru unele astfel de aparate oferă factori de corecție pentru unele forme de undă simple nesinusoidale, pentru a permite calculul valorii echivalente corecte a rădăcinii medii pătrate (RMS). Multimetrele mai scumpe includ un convertor de la curent alternativ la curent continuu care măsoară valoarea RMS reală a formei de undă în anumite limite; manualul de utilizare al aparatului poate indica limitele coeficientului de vârf⁠(d) și frecvența pentru care este valabilă calibrarea contorului. Detecția RMS este necesară pentru măsurătorile pe forme de undă periodice nesinusoidale, cum ar fi cele găsite în semnalele audio și variatoarele de frecvență.

## Multimetre digitale (DMM sau DVOM)

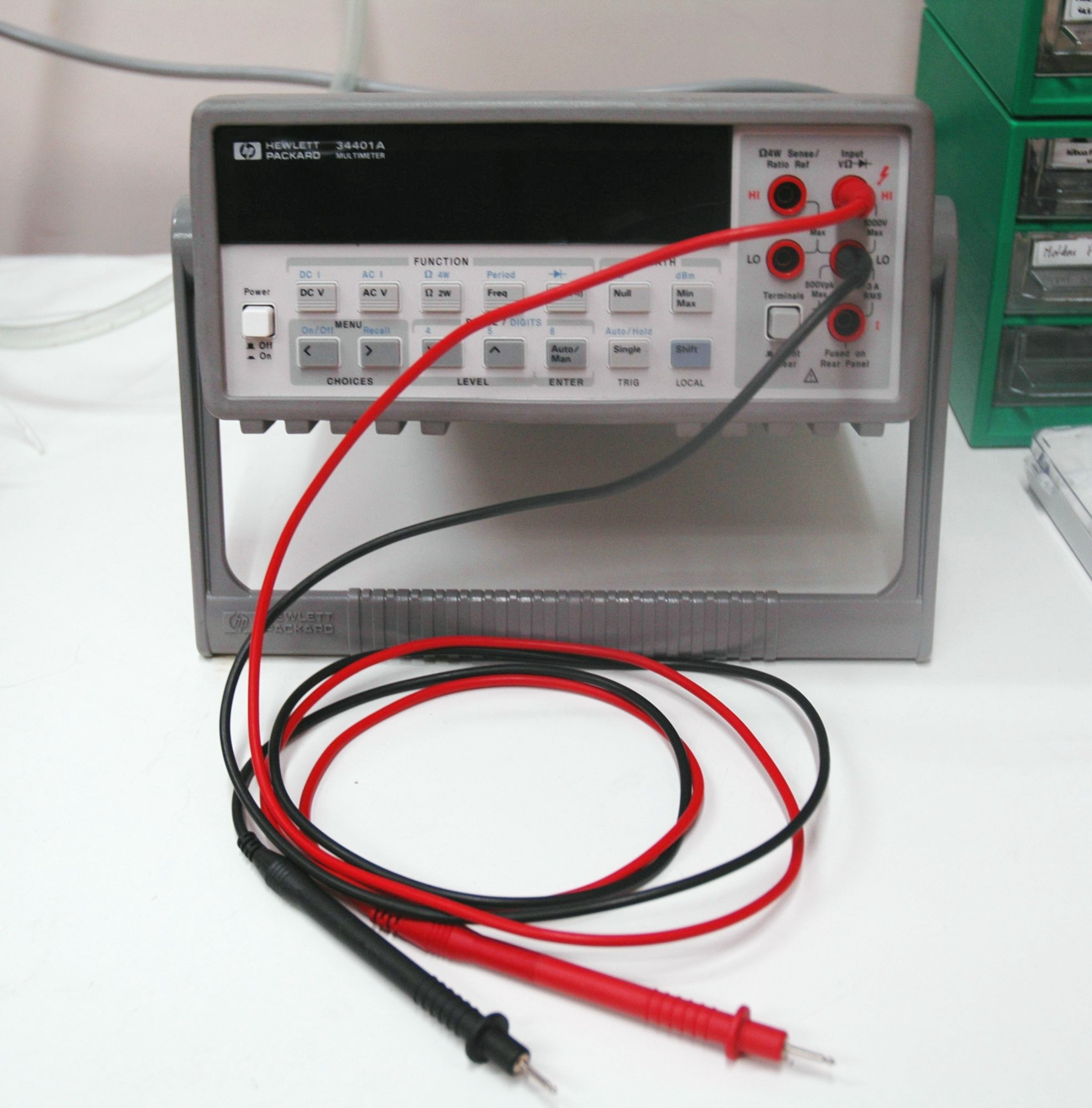
Un multimetru de masă, Hewlett-Packard 34401a.

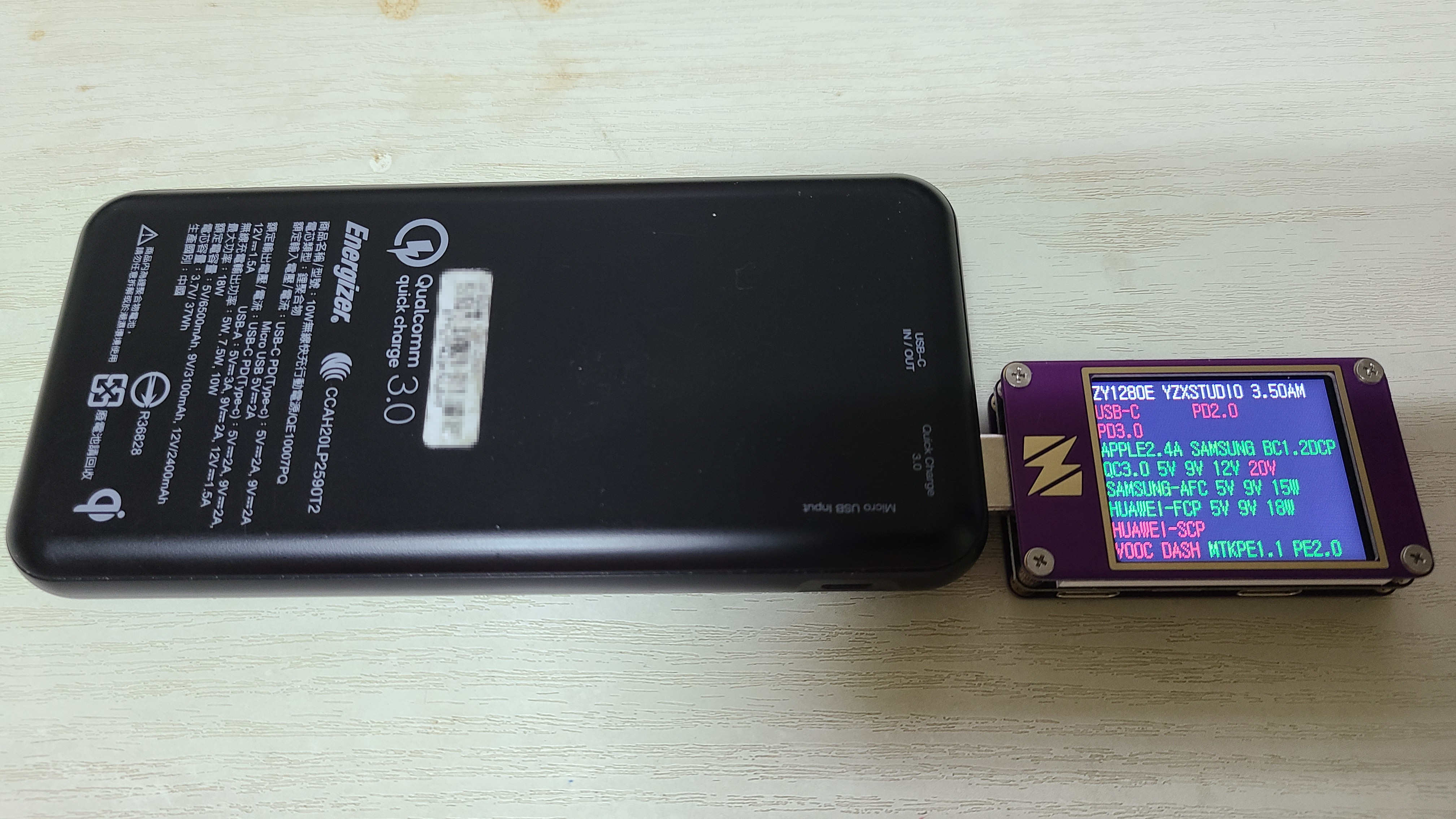
Multimetru alimentat prin USB pentru examinarea încărcării bateriei la.

Multimetrele moderne sunt adesea digitale datorită preciziei, durabilității și caracteristicilor suplimentare. Într-un multimetru digital, semnalul testat este convertit într-o tensiune, iar un amplificator cu câștig controlat electronic precondiționează semnalul. Un multimetru digital afișează cantitatea măsurată ca număr, ceea ce elimină erorile de paralaxă.
Multimetrele digitale moderne pot avea un computer încorporat, care oferă o multitudine de caracteristici confortabile. Printre îmbunătățirile de măsurare disponibile se numără:
- Auto-ranging, selectarea automată a intervalului corect pentru cantitatea testată, astfel încât să fie afișate cele mai semnificative cifre⁠(d). De exemplu, un multimetru cu patru cifre ar selecta automat un interval adecvat pentru a afișa 12,34 mV în loc de 0,012 V, sau supraîncărcarea. Contoarele cu reglaj automat includ de obicei o funcționalitate care menține contorul la o anumită gamă, deoarece o măsurătoare care provoacă schimbări frecvente de gamă poate distrage atenția utilizatorului.
- Autopolaritate pentru citiri de curent continuu, arată dacă tensiunea aplicată este pozitivă (în acord cu etichetele cablurilor contorului) sau negativă (polaritatea opusă cablurilor contorului).
- Sample and hold⁠(d), adică blocarea celei mai recente citiri pentru examinare după ce instrumentul este scos din circuitul testat.
- Teste cu curent limitat pentru căderea de tensiune⁠(d) la joncțiunile dispozitivelor semiconductoare. Deși nu este un înlocuitor pentru un tester de tranzistori⁠(d) adecvat și, cu siguranță, nu pentru trasatoarele de curbe ale tranzistoarelor, acest lucru facilitează testarea diodelor și a câtorva tipuri de tranzistori.[18]
- O reprezentare grafică a cantității testate, sub formă de grafic cu bare⁠(d). Aceasta facilitează testarea merge/nu merge și permite identificarea tendințelor în evoluție rapidă.
- Un osciloscop cu lățime de bandă redusă.[19]
- Testere de circuite auto, inclusiv teste pentru sincronizarea auto și semnalele de oprire (testarea de oprire și de turație a motorului este de obicei disponibilă ca opțiune și nu este inclusă în MMD-urile auto de bază).
- Funcții simple de achiziție de date⁠(d) pentru a înregistra citiri maxime și minime pe o perioadă dată sau pentru a preleva un număr de eșantioane⁠(d) la intervale fixe.[20]
- Integrare cu pensete pentru circuite SMD⁠(d).[21]
- Un aparat LCR⁠(d) combinat pentru SMD de dimensiuni mici și THT.[22]

Aparatele moderne pot fi interfațate cu un computer personal prin conexiuni IrDA, conexiuni RS-232⁠(d), USB sau o magistrală de instrumente, cum ar fi IEEE-488. Interfața permite computerului să înregistreze măsurătorile pe măsură ce sunt efectuate. Unele MMD-uri pot stoca măsurători și le pot încărca pe un computer.
Primul multimetru digital a fost fabricat în 1955 de Non Linear Systems. Se susține că primul multimetru digital portabil a fost dezvoltat de Frank Bishop de la Intron Electronics în 1977, care la acea vreme a reprezentat o descoperire majoră pentru service-ul și găsirea defectelor în domeniu.

## Multimetre analogice

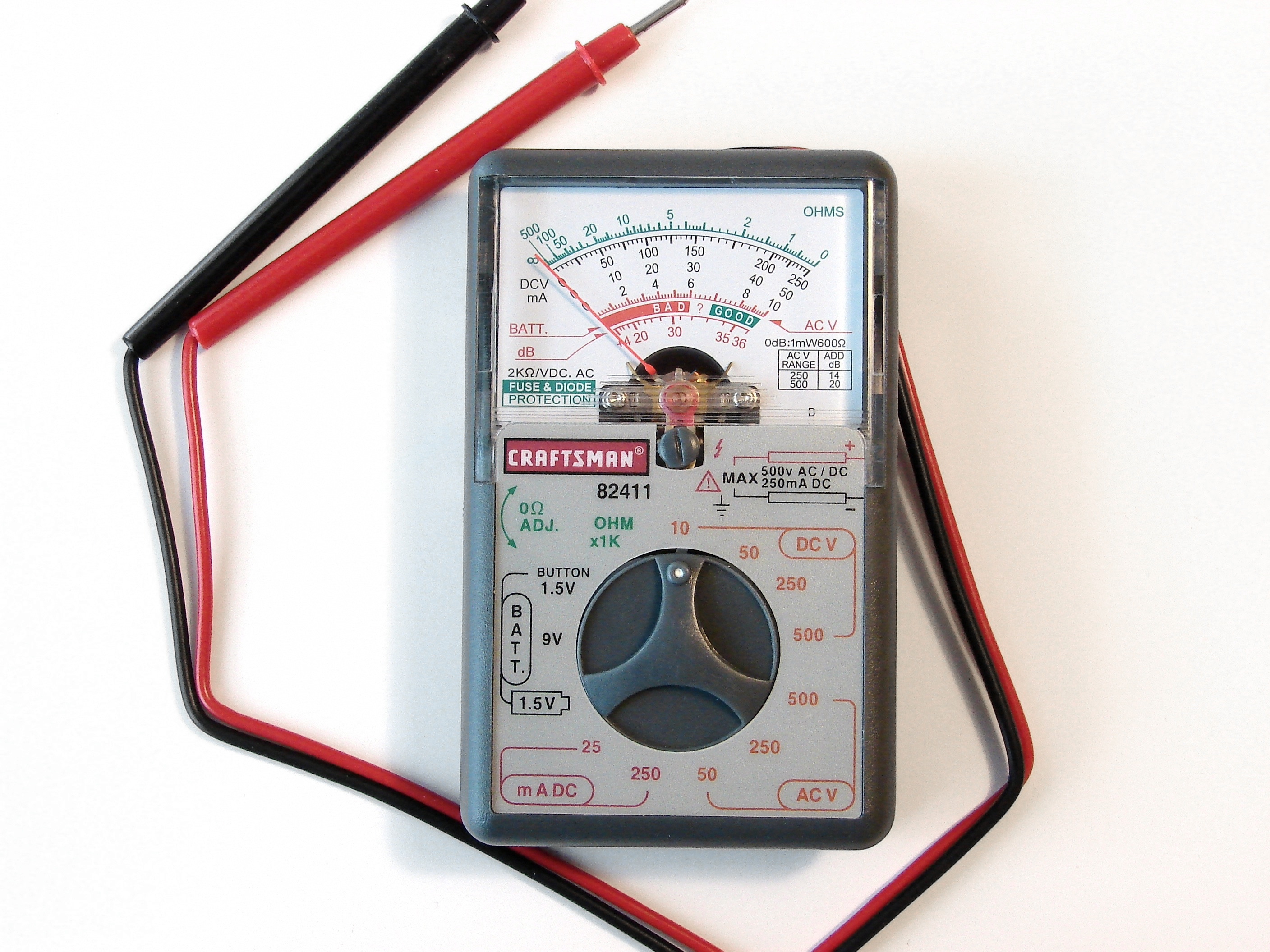
Un multimetru analogic ieftin cu afișaj cu ac galvanometru

Un multimetru poate fi implementat prin mișcarea unui galvanometru sau, mai rar, cu un bargraf sau un indicator simulat, cum ar fi un afișaj cu cristale lichide (LCD) sau un afișaj fluorescent în vid⁠(d). Multimetrele analogice erau în trecut comune; un instrument analogic de calitate ar costa aproximativ la fel ca unul digital. Multimetrele analogice aveau limitări ale preciziei și acurateții de citire descrise mai sus și, prin urmare, nu au fost construite pentru a oferi aceeași acuratețe ca instrumentele digitale.
Aparatele analogice erau intuitive atunci când tendința unei măsurători era mai importantă decât o valoare exactă obținută la un anumit moment. O modificare a unghiului sau a unei proporții era mai ușor de interpretat decât o modificare a valorii de pe un afișaj numeric. Din acest motiv, unele multimetre digitale au în plus un grafic cu bare ca al doilea afișaj, de obicei cu o rată de eșantionare mai rapidă decât cea utilizată pentru citirea primară. Aceste grafice cu bare cu frecvență de eșantionare rapidă au un răspuns superior indicatorului fizic al aparatelor analogice, depășind tehnologia mai veche. Cu fluctuații rapide de curent continuu, curent alternativ sau o combinație a ambelor, aparatele digitale avansate pot să urmărească și să afișeze fluctuațiile mai bine decât cele analogice, având și capacitatea de a separa și afișa simultan componentele de curent continuu și curent alternativ.
Mișcările aparatelor analogice sunt în mod inerent mai fragile fizic și electric decât cele digitale. Multe multimetre analogice au o poziție a comutatorului de gamă marcată „off” pentru a proteja mișcarea aparatului în timpul transportului, ceea ce pune o rezistență scăzută la deplasarea aparatului, rezultând frânare dinamică. Mișcările contorului ca componente separate pot fi protejate în același mod prin conectarea unui fir de scurtcircuit sau de legătură între terminale atunci când nu este utilizat. Multimetrele care prezintă un șunt peste înfășurare, cum ar fi ampermetrele, pot să nu necesite o rezistență suplimentară pentru a opri mișcările necontrolate ale acului din cauza rezistenței scăzute a șuntului.
Mișcarea într-un multimetru analog cu indicator în mișcare este practic întotdeauna un galvanometru cu bobină mobilă de tip d'Arsonval, folosind fie pivoți cu pietre, fie benzi întinse pentru a susține bobina mobilă. Într-un multimetru analogic de bază, curentul care acționează bobina și indicatorul este extras din circuitul măsurat; de obicei este un avantaj să minimizezi curentul extras din circuit, ceea ce implică mecanisme delicate. Sensibilitatea unui multimetru analogic este dată în unități de ohmi pe volt. De exemplu, un multimetru foarte ieftin, cu o sensibilitate de 1.000 Ω/V ar atrage 1 mA dintr-un circuit la deviație la scară maximă. Multimetrele mai scumpe, (și mai delicate din punct de vedere mecanic) au de obicei sensibilități de 20.000 ohmi pe volt și uneori mai mari, cu 50.000 ohmi pe volt (care trag 20 microamperi la cap de scară) fiind aproximativ limita superioară pentru un multimetru analog portabil, de uz general, neamplificat.
Pentru a evita încărcarea circuitului măsurat cu curentul absorbit de mișcarea aparatului de măsură, unele multimetre analogice folosesc un amplificator introdus între circuitul măsurat și mișcarea aparatului. Acesta crește costurile și complexitatea multumetrului, prin utilizarea tuburilor cu vid sau a tranzistoarelor cu efect de câmp, rezistența de intrare poate fi făcută să fie foarte mare și independentă de curentul necesar pentru a acționa bobina multimetrului. Astfel de multimetre amplificate sunt numite VTVM (voltmetre cu tub vid),  TVM (voltmetre cu tranzistori), FET-VOM și denumiri similare.
Din cauza absenței amplificării, multimetrele analogice obișnuite sunt de obicei mai puțin susceptibile la interferențe de radiofrecvență și, astfel, continuă să ocupe un loc proeminent în unele domenii chiar și într-o lume a multimetrelor electronice mai precise și mai flexibile.

## Sondele

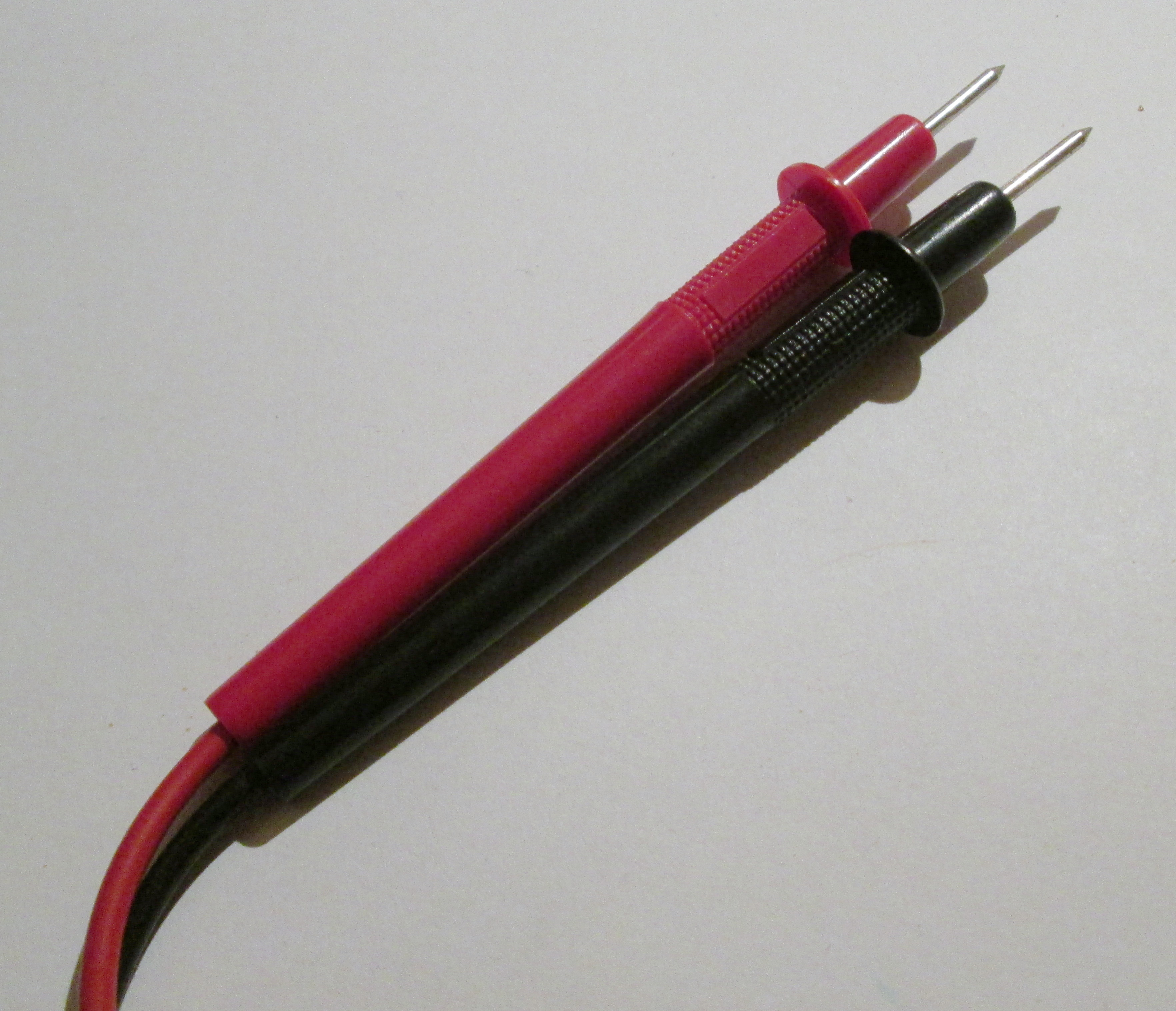
Cabluri de testare pentru multimetru

Un multimetru poate folosi multe sonde de testare diferite pentru a se conecta la circuitul sau dispozitivul testat. Clipsuri crocodil⁠(d), clemele cu cârlig retractabile și sondele ascuțite sunt cele mai comune trei tipuri. Sondele cu pensete sunt folosite pentru punctele de testare apropiate, cum ar fi, de exemplu, dispozitivele SMD⁠(d). Conectorii sunt atașați la cabluri flexibile, bine izolate, terminate cu conectori corespunzători aparatului. Sondele sunt conectate la aparatele portabile de obicei prin mufe banană⁠(d) acoperite sau încastrate, în timp ce multimetrele de banc pot utiliza mufe banană⁠(d) sau conectori BNC⁠(d). Uneori s-au folosit și prizele de 2 mm și șuruburi de prindere, dar sunt mai puțin frecvent utilizate astăzi. Standardele actuale de siguranță impun acum mufe banană izolate.
Mufele banană sunt de obicei plasate la o distanță standardizată de la centru la centru de 19 mm, pentru a permite conectarea adaptoarelor sau dispozitivelor standard, cum ar fi multiplicatorul de tensiune sau sondele de termocuplu.
Clemele de măsură se fixează în jurul unui conductor care transportă un curent pentru a măsura fără a fi nevoie să se conecteze multimetrul în serie cu circuitul sau să facă vreun contact metalic. Cele pentru măsurarea curentului alternativ folosesc principiul transformatorului; clemele de măsură pentru măsurarea curenților mici sau în regim de curent continuu necesită senzori mai exotici, cum ar fi, de exemplu, sisteme bazate pe efect Hall care măsoară câmpul magnetic constant pentru a determina curentul.

## Elemente de siguranță

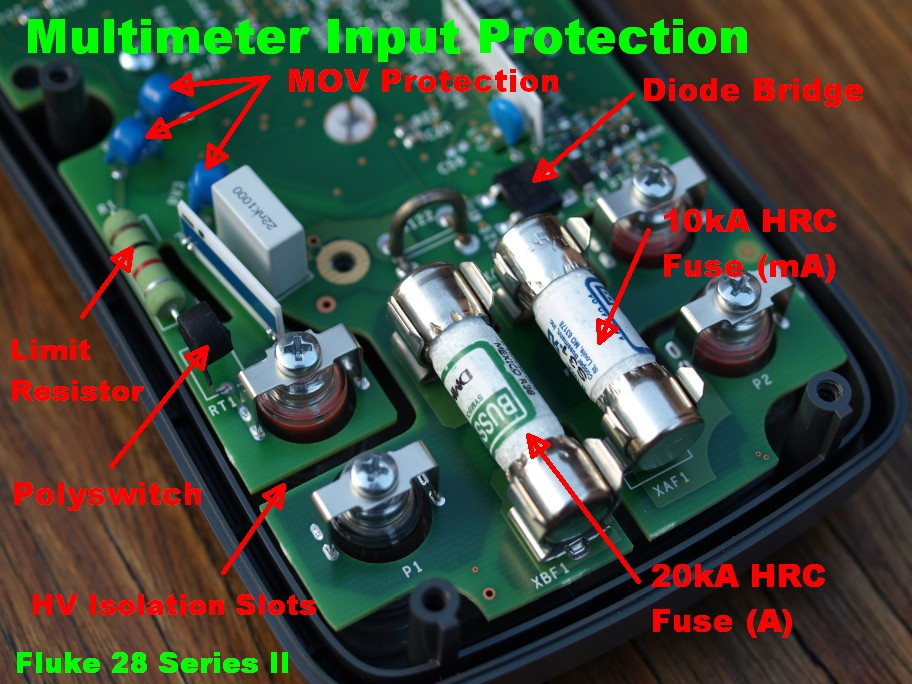
Un exemplu de protecție a intrării pe multimetrul Fluke 28 Series II clasificat CAT-IV

Majoritatea multimetrelor includ o siguranță sau două, care uneori vor preveni deteriorarea multimetrului de la o suprasarcină de curent pe gama de curent maximă. (Pentru siguranță sporită, sunt disponibile cabluri de testare cu siguranțe încorporate.) O eroare obișnuită la utilizarea unui multimetru este setarea contorului să măsoare rezistența sau curentul și apoi conectarea lui direct la o sursă de tensiune cu impedanță scăzută. Aparatele fără siguranțe sunt adesea distruse imediat de astfel de erori; cele cu siguranțe supraviețuiesc. Siguranțele utilizate în aparatele de mășură trebuie să transporte curentul maxim de măsurare al instrumentului, dar sunt destinate să se deconecteze dacă eroarea operatorului expune contorul la o defecțiune de impedanță scăzută. Nu erau rare aparatele cu siguranțe inadecvate sau nesigure; această situație a condus la crearea categoriilor IEC61010⁠(d) pentru a evalua siguranța și robustețea aparatelor de măsurare.
Multimetrele digitale sunt clasificate în patru categorii în funcție de aplicația dorită, așa s-a stabilit prin standardul IEC 61010-1 precum și de grupurile de standarde naționale și regionale, cum ar fi standardul CEN⁠(d) EN61010.
- Categoria I : utilizat acolo unde echipamentul nu este conectat direct la rețea
- Categoria II : utilizat pe subcircuite finale ale rețelei monofazate
- Categoria III : utilizat pe sarcini instalate permanent, cum ar fi panouri de distribuție, motoare și prize de aparate trifazate
- Categoria IV : utilizat în locații în care nivelurile curentului măsurat pot fi foarte ridicate, cum ar fi intrările în serviciul de alimentare, panourile principale, contoarele de alimentare și echipamentele primare de protecție la supratensiune

Fiecare rating de categorie specifică și tensiuni tranzitorii maxime de siguranță pentru domeniile de măsurare selectate în multimetru. Aparatele clasificate pe categorii au și ele protecție împotriva defecțiunilor de supracurent. La multimetrele care permit interfațarea cu calculatorul, izolarea optică⁠(d) poate fi utilizată pentru a proteja echipamentele atașate împotriva tensiunii înalte din circuitul măsurat.
Multimetrele de bună calitate proiectate să îndeplinească standardele de Categoria II și superioare includ siguranțe ceramice cu capacitate ridicată de rupere (HRC) de obicei evaluate la mai mult de 20 kA capacitate; acestea sunt mult mai puțin probabil să se defecteze exploziv decât siguranțele de sticlă mai obișnuite. Acestea vor include, de asemenea, protecție la supratensiune de înaltă energie MOV (Metal Oxide Varistor⁠(d)) și protecție la supracurent a circuitului sub forma unui Polyswitch⁠(d). 

## Alternative la multimetrele digitale

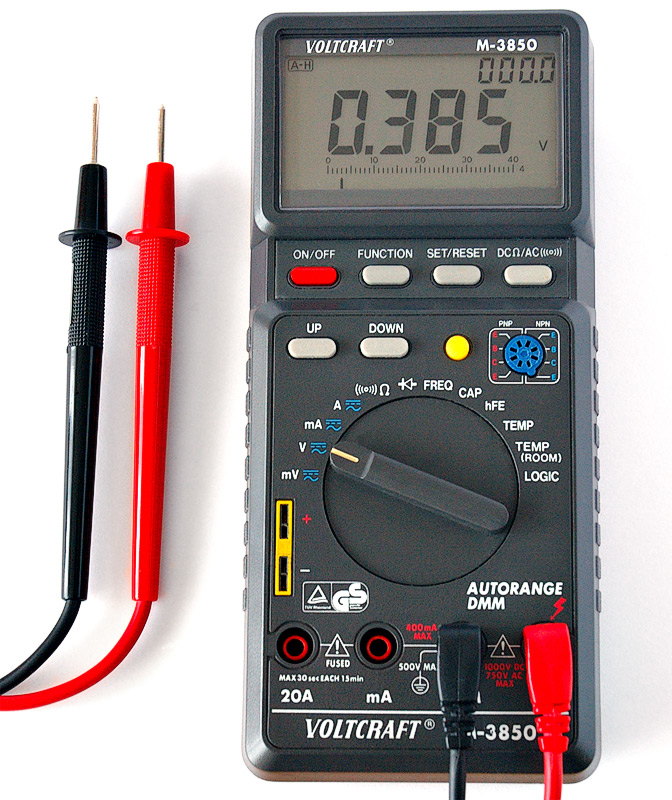
Multimetru digital

Un multimetru digital electronic de uz general de calitate este, în general, considerat adecvat pentru măsurători la niveluri de semnal mai mari de 1 mV sau 1 μA sau sub aproximativ 100 MΩ; aceste valori sunt departe de limitele teoretice ale sensibilității și prezintă un interes considerabil în unele situații de proiectare a circuitelor. Alte instrumente – în esență similare, dar cu sensibilitate mai mare – sunt utilizate pentru măsurători precise de cantități foarte mici sau foarte mari. Acestea sunt nanovoltmetrele, electrometrele (pentru curenți foarte mici și tensiuni cu rezistență foarte mare a sursei, cum ar fi 1 TΩ) și picoampermetre. Accesoriile pentru multimetre mai tipice permit și unele dintre aceste măsurători. Astfel de măsurători sunt limitate de tehnologia disponibilă și, în cele din urmă, de zgomotul termic⁠(d) inerent.

## Alimentare electrică
Multimetrele analogice pot măsura tensiunea și curentul utilizând energica din circuitul de testare, dar necesită o sursă internă suplimentară de tensiune pentru testarea rezistenței, în timp ce aparatele electronice necesită întotdeauna o sursă de alimentare internă pentru funcționarea circuitelor lor interne. Aparatele portabile folosesc baterii, în timp ce cele de banc folosesc de obicei alimentarea de la rețea; oricare din aceste aranjamente permite aparatului să testeze dispozitivele. Testarea impune adesea ca componenta supusă testului să fie izolată de circuitul în care sunt montate, deoarece, în caz contrar, căile parazite sau de scurgere pot distorsiona măsurătorile. În unele cazuri, tensiunea de la multimetru poate porni dispozitivele active, distorsionând o măsurătoare sau, în cazuri extreme, chiar deteriora un element din circuitul investigat.